# Pierre Jean Paul Henri
Pierre Jean Paul Henri (auch P.J.P. Henry, * 1848; † 1907) war ein französischer Offizier.
Er stammte aus der Gegend Monpezat-Bétracq.
1886–1894 lehrte er an der École d'application de l'artillerie et du génie, die nach 70/71 nach Fontainebleau verlegt war.
Er entwickelte das Droit de Henry, ein graphisches Verfahren zum Erstellen einer Gauß-Verteilung.

## Veröffentlichungen
- Cours de probabilité du tir; 1894